# Charles Haley
Charles Lewis Haley (6 de janeiro de 1964, Lynchburg, Virgínia) é um ex-jogador profissional de futebol americano estadunidense que atuou como defensive end e linebacker na National Football League. Durante sua carreira de 13 anos que começou em 1986, Charles jogou pelo San Francisco 49ers (1986-1991; 1998-1999) e pelo Dallas Cowboys (1992-1996). Ele foi campeão do Super Bowl por ambos os times, conquistando dois títulos com o 49ers e três com os Cowboys.